# Rohrsee (Vogelschutzgebiet)
Das Gebiet Rohrsee ist ein 2007 eingerichtetes und mit Verordnung vom 5. Februar 2010 durch das Ministerium für Ernährung und Ländlichen Raum festgelegtes Europäisches Vogelschutzgebiet (Schutzgebietskennung DE-8125-441) im baden-württembergischen Landkreis Ravensburg in Deutschland.

## Lage
Das rund 110 Hektar große Vogelschutzgebiet „Rohrsee“ liegt auf einer durchschnittlichen Höhe von 667 m ü. NN, rund sechs Kilometer südwestlich der Stadtmitte Bad Wurzachs, zwischen den Ortsteilen Rohrbach im Osten und Rohr im Süden sowie dem zu Wolfegg gehörenden Molpertshaus im Westen. Es umgibt den namensgebenden Rohrsee, ein gegen Ende der letzten Kaltzeit vor etwa 16.000 Jahren in einem Toteisloch entstandenes Stillgewässer.

## Beschreibung
Beschrieben wird das Gebiet als „ein natürlicher eutropher Grundwassersee ohne Abfluss, mehreren kleinen Inseln und einem zufließenden Bach, ein kleinerer natürlicher eutrophes See sowie Verlandungsvegetation mit Seggen und Schilfröhricht im angrenzenden überwiegenden Grünland“.

### Lebensraumklassen
|                                      |                                      |  |      |      |
| Mischwald                            | Mischwald                            |  | 2 %  | 2 %  |
| Feuchtes und mesophiles Grünland     | Feuchtes und mesophiles Grünland     |  | 11 % | 11 % |
| Binnengewässer, stehend und fließend | Binnengewässer, stehend und fließend |  | 50 % | 50 % |
| Melioriertes Grünland                | Melioriertes Grünland                |  | 36 % | 36 % |
| Anderes Ackerland                    | Anderes Ackerland                    |  | 1 %  | 1 %  |
|                                      |                                      |  |      |      |

## Bedeutung
Das Vogelschutzgebiet „Rohrsee“ ist ein Rastgebiet internationaler Bedeutung, eines der letzten Gebiete mit Brutzeitvorkommen der Rohrdommel in Baden-Württemberg und ein bedeutendes Brutgebiet für Drosselrohrsänger, Schwarzhalstaucher, Schwarzkopfmöwe, Zwergdommel und verschiedene Entenarten.

## Schutzzweck
Die gebietsbezogenen Erhaltungsziele sind je nach Art unterschiedlich beschrieben:

### Brutvögel
Brutvogelarten, die im Anhang I der Vogelschutzrichtlinie aufgelistet und für die in ganz Europa besondere Maßnahmen anzuwenden sind. In diese Kategorie fallen in Baden-Württemberg insgesamt 39 Arten.

#### Rohrdommel(Botaurus stellaris)

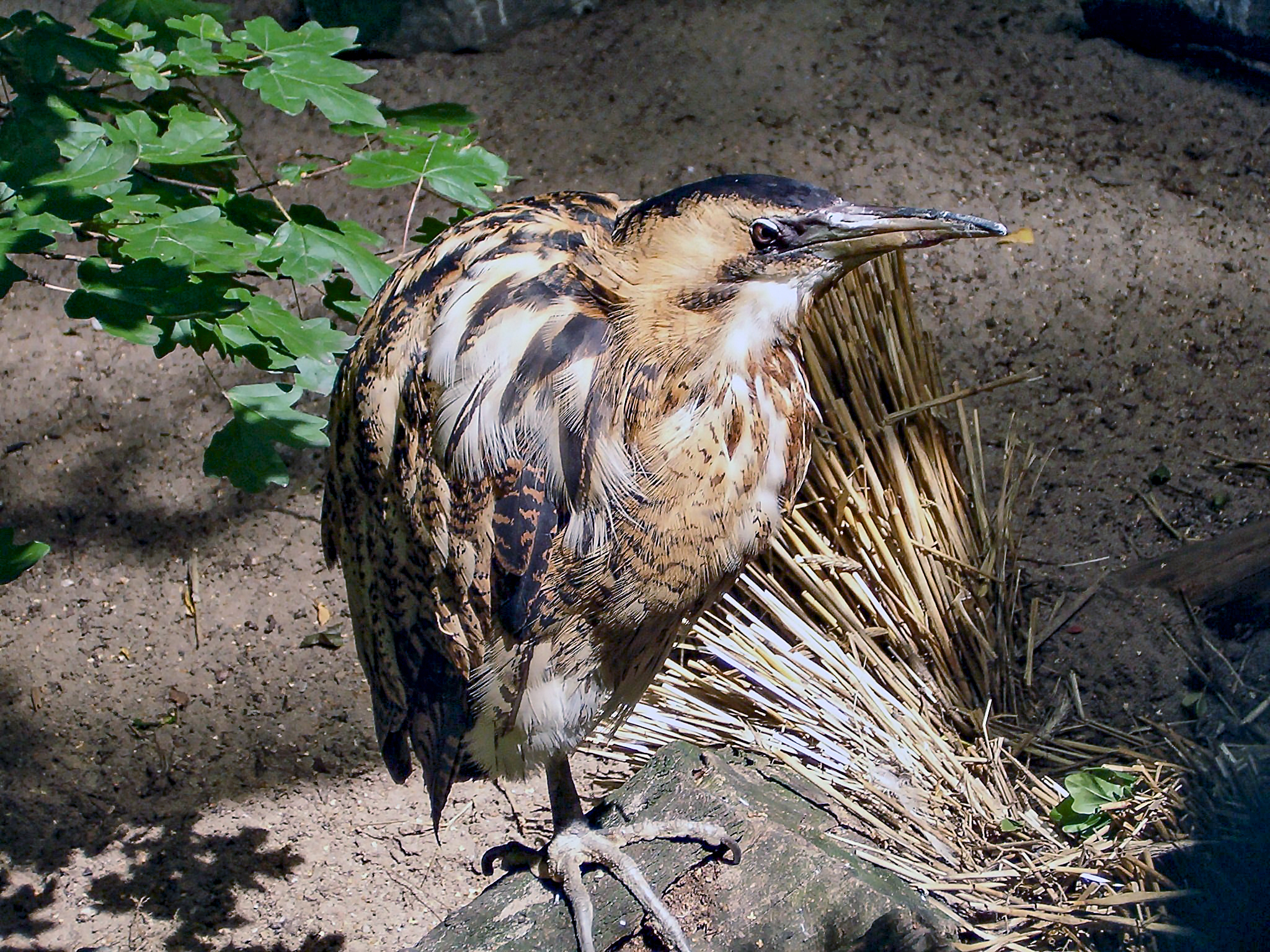
Rohrdommel

Erhaltung der natürlichen und naturnahen Feuchtgebiete wie Flussniederungen und Auenlandschaften, der Flachwasserzonen an stehenden und schwach fließenden Gewässern sowie der Überschwemmungsflächen, der Röhrichte und Schilfbestände mit offenen Gewässerbereichen, der Lebensräume ohne Gefahrenquellen wie nicht vogelsichere Freileitungen und Windkraftanlagen, Erhaltung von langen Röhricht -Wasser-Grenzlinien wie sie durch Buchten, Schilfinseln und offene Wassergräben sowie kleinere freie Wasserflächen innerhalb der Röhrichte zustande kommen, Erhaltung einer Wasserqualität, die gute Sichtbedingungen für den Beutefang gewährleistet, Erhaltung des Nahrungsangebots, insbesondere mit Fischen, Amphibien, Kleinsäugern, Großinsekten, Reptilien und Würmern sowie Erhaltung störungsfreier oder zumindest störungsarmer Rast- und Schlafplätze sowie Überwinterungs- und Nahrungsgebiete.

#### Schwarzkopfmöwe(Ichthyaetus melanocephalus)

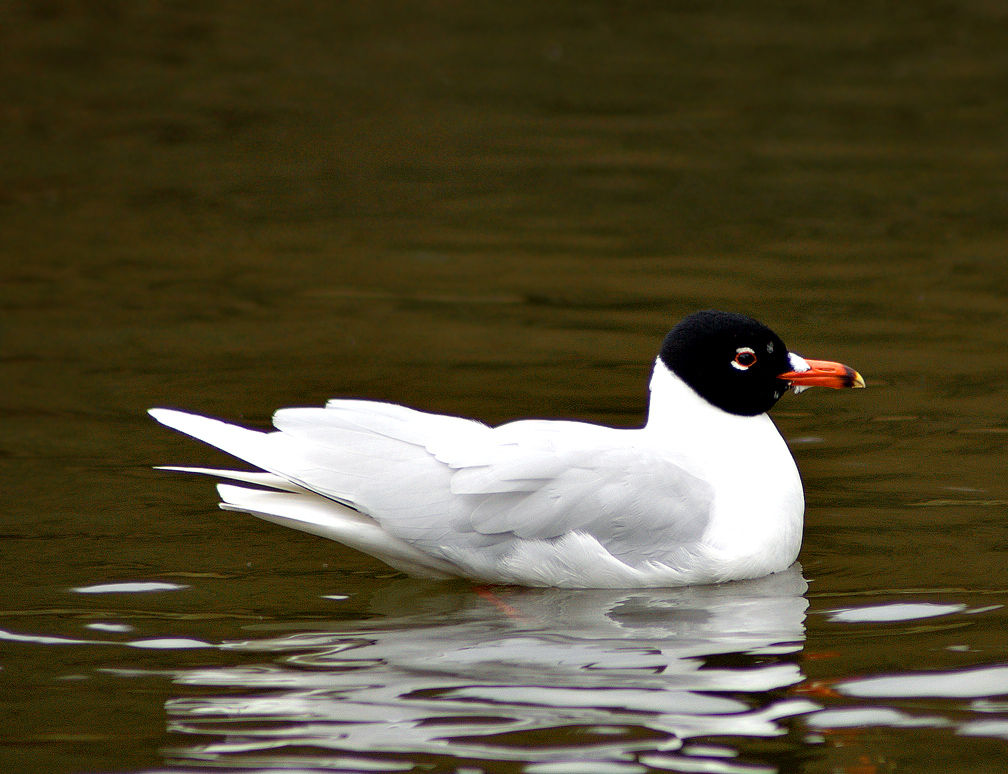
Schwarzkopfmöwe

Erhaltung der Gewässer mit Flachwasser- und Verlandungszonen sowie aufgelockerten Schilfbeständen, Kiesinseln oder -halbinseln, Feuchtgebieten und Grünland in Flussniederungen und Auenlandschaften, Pionier- bis frühen Sukzessionsstadien an den Brutplätzen, Erhaltung der Lachmöwenkolonien sowie störungsfreier oder zumindest störungsarmer Fortpflanzungsstätten während der Fortpflanzungszeit vom 1. März bis zum 31. Juli.

#### Zwergdommel(Ixobrychus minutus)

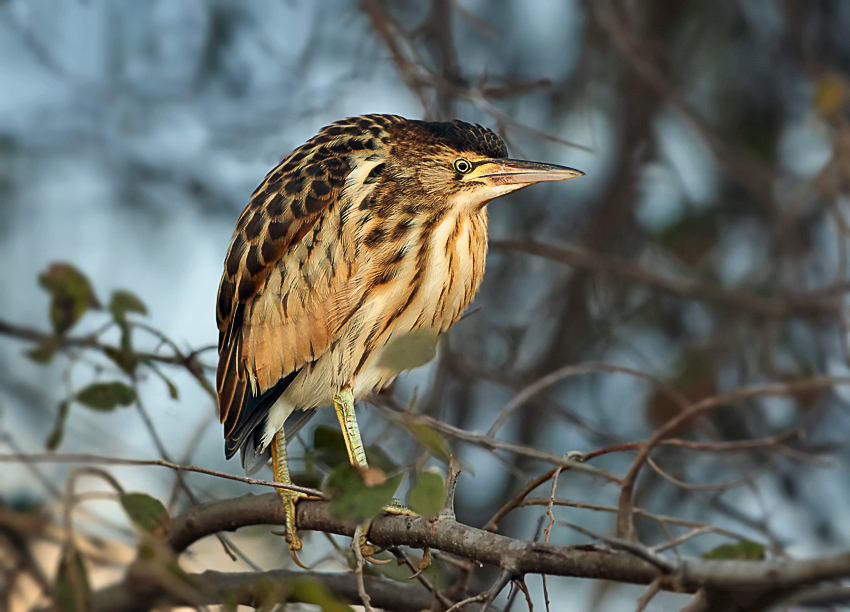
Zwergdommel

Erhaltung der flachen Verlandungszonen an Seen, Weihern und langsam fließenden Gewässern, der reich strukturierten Röhrichte und Großseggenriede sowie Schilfreinbestände, die auch einzelne Gebüsche enthalten können, Erhaltung von langen Röhricht-Wasser-Grenzlinien wie sie durch Buchten, Schilfinseln und offene Wassergräben sowie kleinere freie Wasserflächen innerhalb der Röhrichte zustande kommen, von Sekundärlebensräumen wie aufgelassene Abbaustätten mit vorgenannten Lebensstätten, Erhaltung einer flachen Überstauung des Röhrichts in den Brutgebieten während der gesamten Fortpflanzungszeit (1. Mai bis 15. September), einer Wasserqualität, die gute Sichtbedingungen für den Beutefang gewährleistet, Erhaltung des Nahrungsangebots mit Kleinfischarten und Jungfischaufkommen sowie Wasserinsekten und kleineren Amphibien sowie Erhaltung störungsfreier oder zumindest störungsarmer Fortpflanzungsstätten während der Fortpflanzungszeit.

### Zugvögel
Weitere, nicht in Anhang I aufgelistete Zugvogelarten, die im Land brüten und für die Schutzgebiete ausgewählt wurden. In diese Kategorie fallen in Baden-Württemberg insgesamt 36 Arten.

#### Drosselrohrsänger(Acrocephalus arundinaceus)

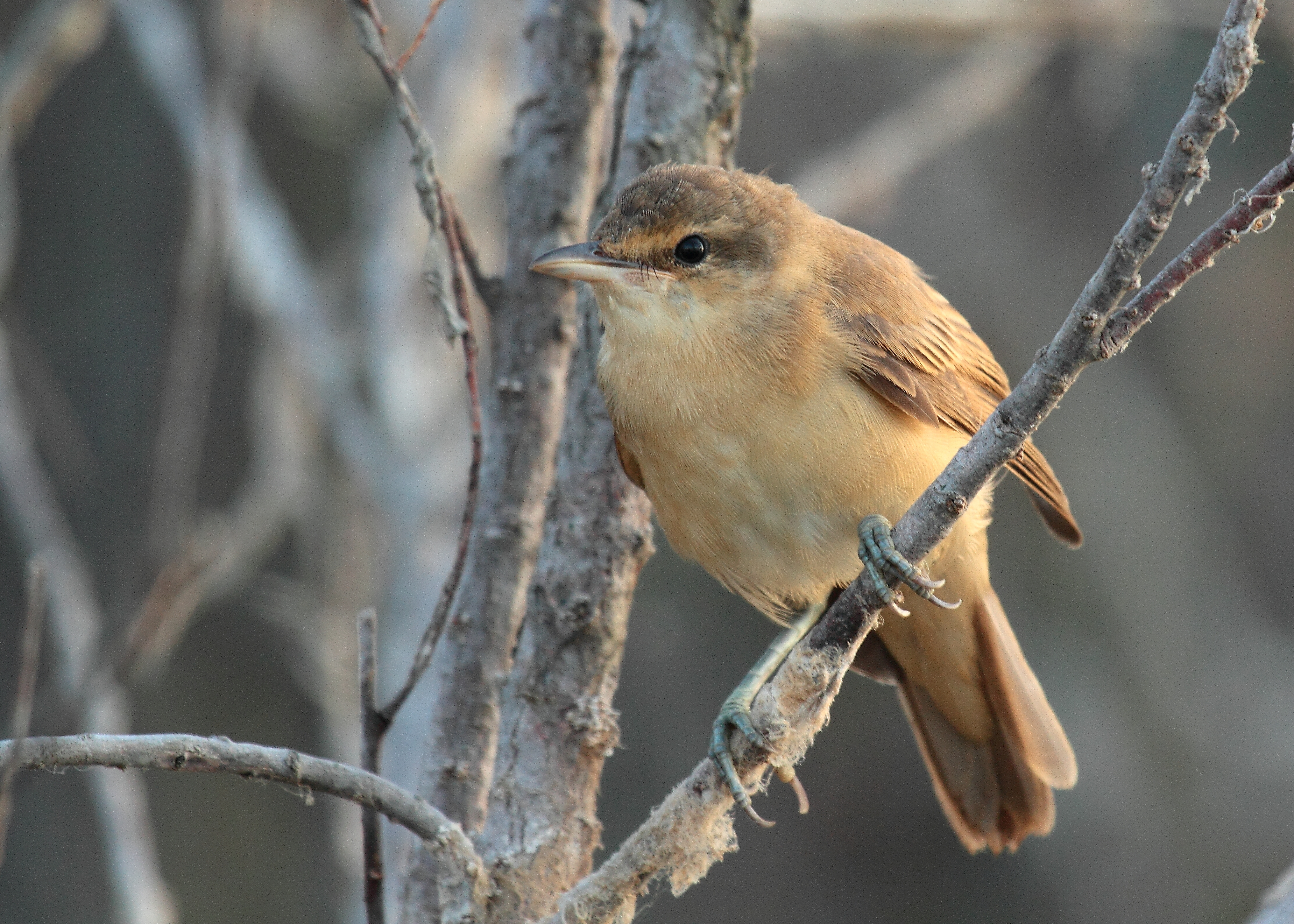
Drosselrohrsänger

Erhaltung der wasserständigen Röhrichte mit angrenzenden offenen Wasserflächen, insbesondere Schilfröhrichte mit unterschiedlicher Altersstruktur und stabilen Halmen, Erhaltung von langen Röhricht-Wasser-Grenzlinien wie sie durch Buchten, Schilfinseln und offene Wassergräben sowie kleinere freie Wasserflächen innerhalb der Röhrichte zustande kommen, von Sekundärlebensräumen wie Regenüberlaufbecken mit vorgenannten Lebensstätten, Erhaltung des Nahrungsangebots, insbesondere mit größeren Insekten sowie Erhaltung störungsfreier oder zumindest störungsarmer Fortpflanzungsstätten während der Fortpflanzungszeit (1. Mai bis 31. August).

#### Großer Brachvogel(Numenius arquata)

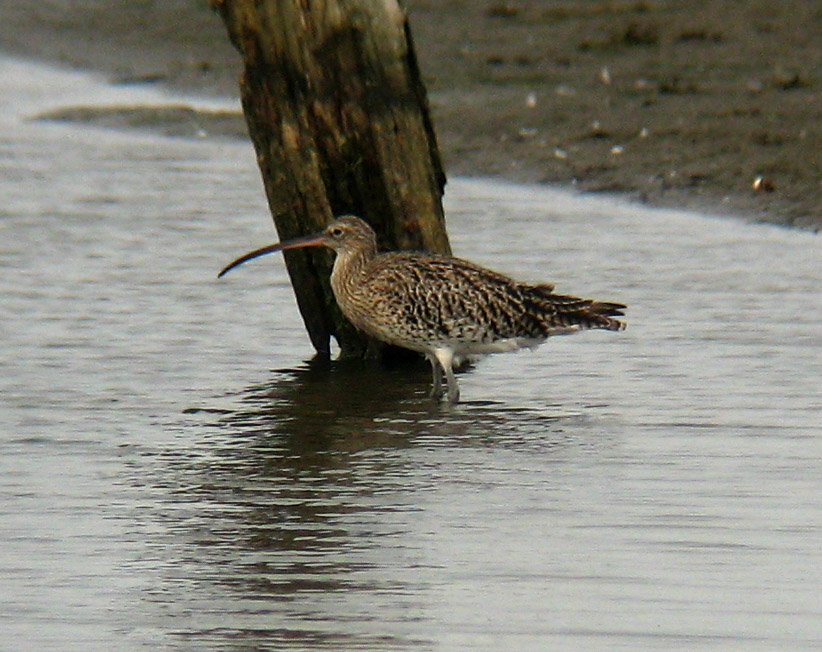
Großer Brachvogel

Erhaltung von weiträumigen, offenen und unzerschnittenen Kulturlandschaften ohne Sichtbarrieren, von Grünland, insbesondere von extensiv genutzten Wiesen, von zeitlich differenzierten Nutzungen in Niederungswiesenkomplexen, von nassen Bodenverhältnissen mit weichem, stocherfähigem Untergrund, von hohen Grundwasserständen, Erhaltung der naturnahen Moore, Erhaltung der Seggenriede, der Lebensräume ohne Gefahrenquellen wie Freileitungen und Drahtzäune, Erhaltung des Nahrungsangebots, insbesondere mit Insekten, Würmern und kleineren Wirbeltieren sowie Erhaltung störungsfreier oder zumindest störungsarmer Fortpflanzungsstätten während der Fortpflanzungszeit (1. Februar bis 31. August).

#### Knäkente(Anas querquedula)

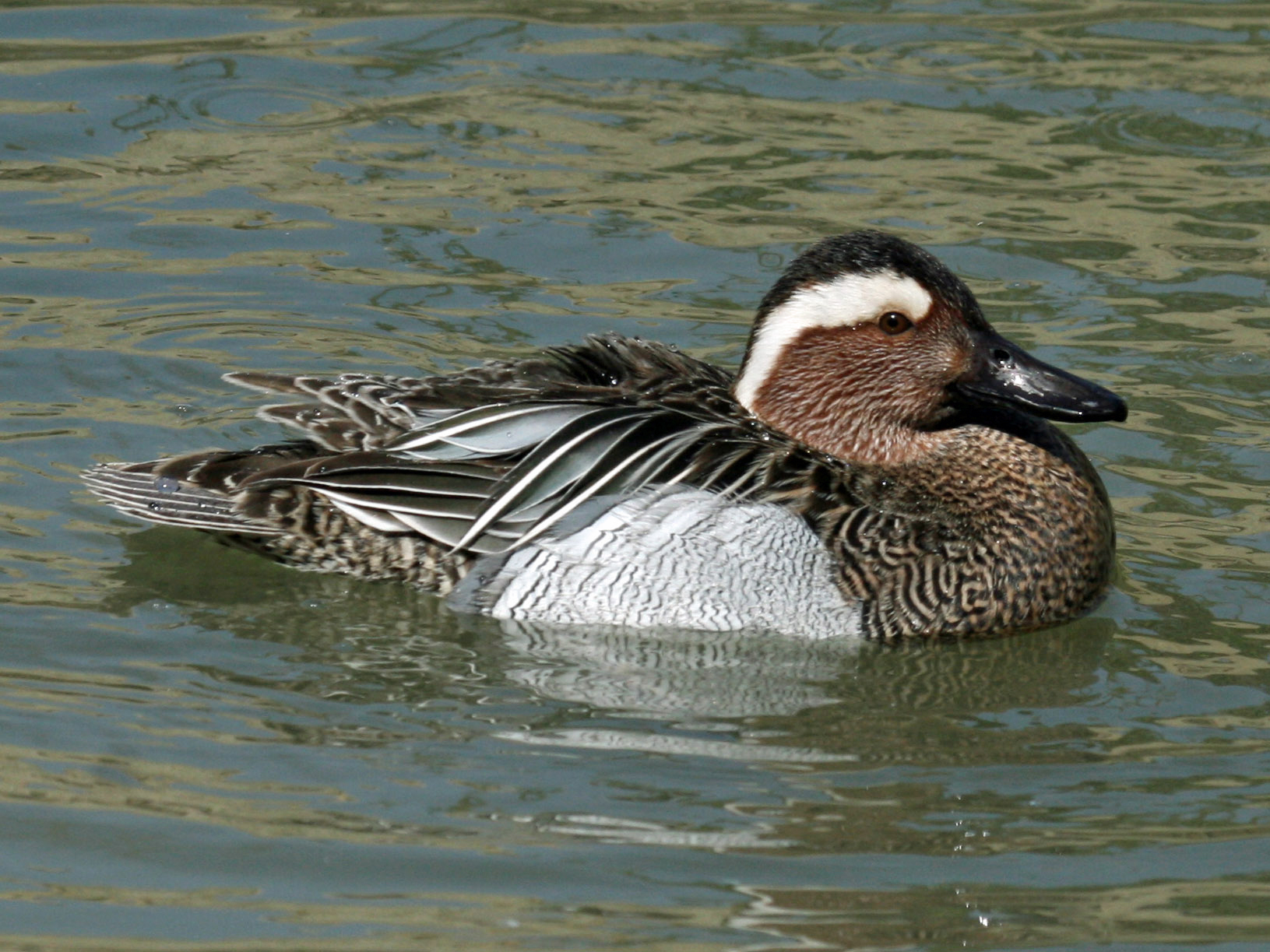
Knäkente

Erhaltung der eutrophen vegetationsreichen Flachwasserseen, Kleingewässer und von Wasser führenden Gräben, der zur Brutzeit überschwemmten Wiesenbereiche und Sümpfe, der Verlandungsbereiche mit Röhrichten, Seggenrieden und Flachwasserzonen, Erhaltung störungsfreier oder zumindest störungsarmer Fortpflanzungs- bzw. Mauserstätten während der Brut- und Aufzuchtszeit (15. April bis 15. September) und Mauser (15. Juni bis 15. September), Erhaltung des im Mündungsbereich langsam fließenden Baches mit Flachwasserzonen sowie Erhaltung von Sekundärlebensräumen wie Regenüberlaufbecken mit vorgenannten Lebensstätten.

#### Kolbenente(Netta rufina)

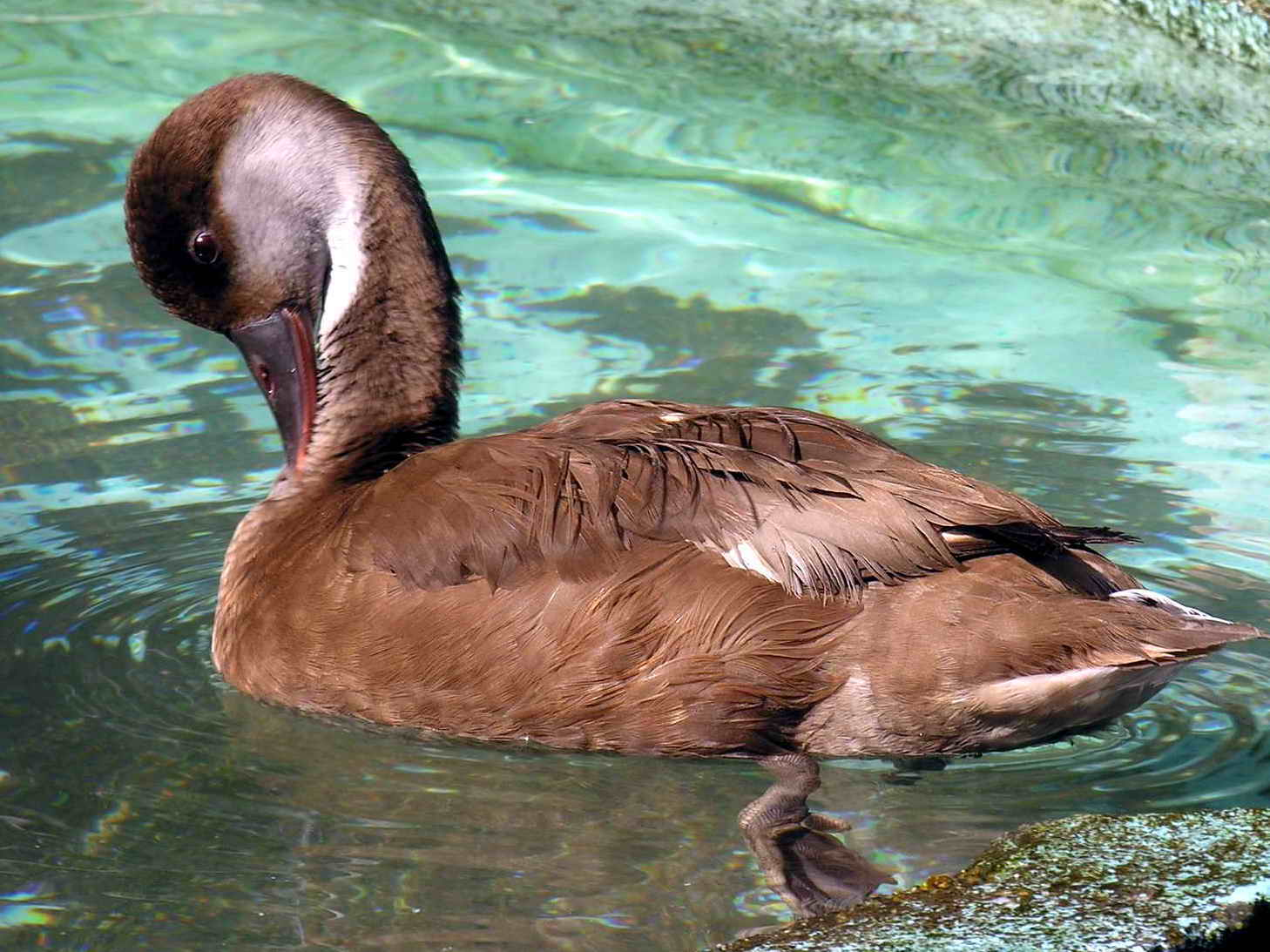
Kolbenente

Erhaltung der Flachwasserseen oder -zonen mit Wasserpflanzenvorkommen, insbesondere Armleuchteralgen und Laichkrautgewächse, der Verlandungsbereiche mit Röhrichten, Seggenrieden und Flachwasserzonen, Erhaltung einer ausreichenden Wasserqualität für Wasserpflanzenvorkommen, Erhaltung von Sekundärlebensräumen wie flachen, vegetationsreichen Teichen, Aufrechterhaltung eines Wasserregimes ohne starke Wasserstandsschwankungen während der Brut- und Aufzuchtszeit (15. April bis 15. September) sowie Erhaltung störungsfreier oder zumindest störungsarmer Fortpflanzungs- bzw. Mauserstätten während der Brut- und Aufzuchtszeit und der Mauser (1. Juni bis 15. September).

#### Krickente(Anas crecca)

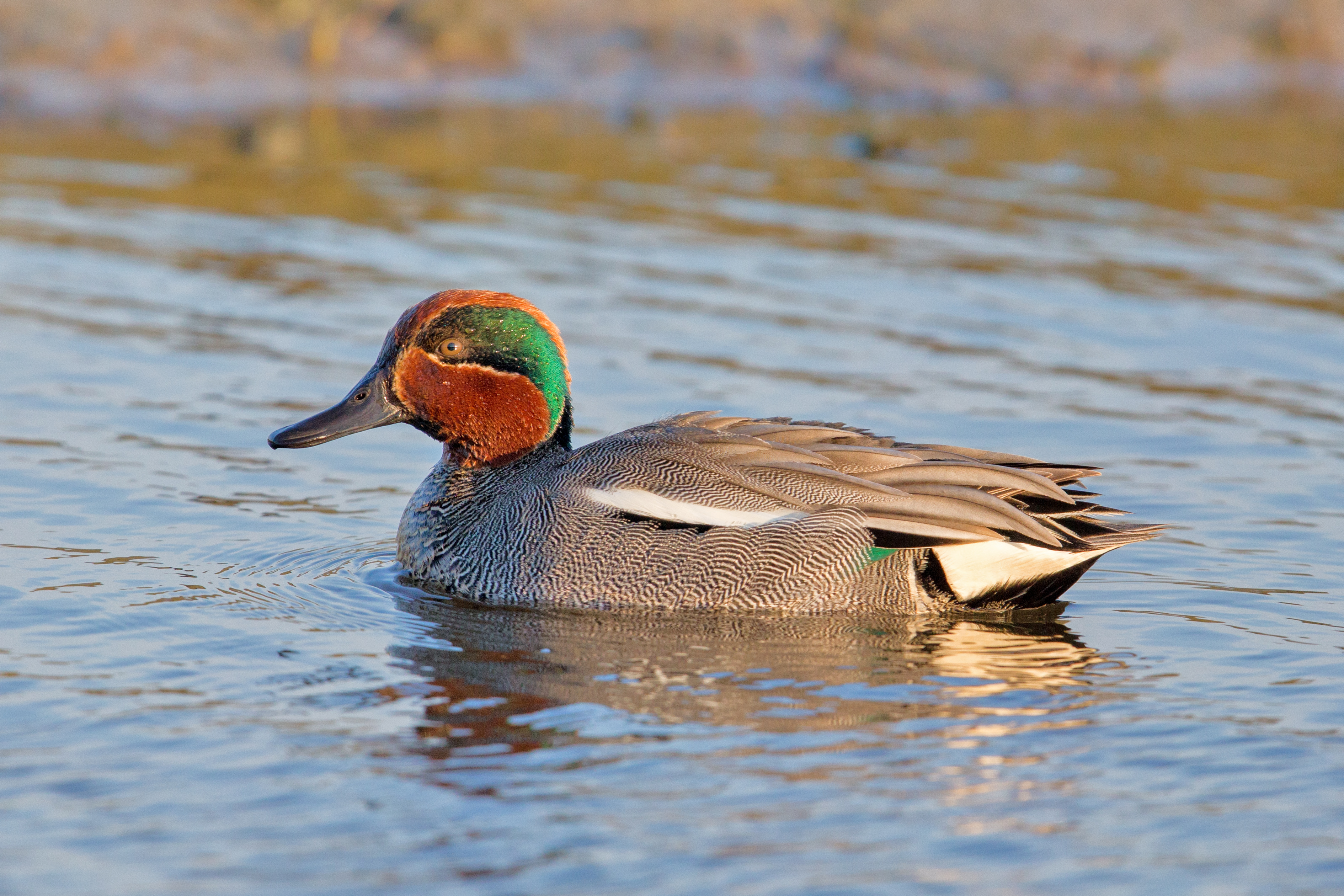
Krickente

Erhaltung der eutrophen vegetationsreichen Flachwasserseen, Kleingewässer und von Wasser führenden Feuchtwiesengräben, der langsam fließenden Gewässer mit Flachwasserzonen, der vegetationsreichen Moorseen, der Verlandungsbereiche mit Röhrichten, Seggenrieden, wasserständigen Gehölzen, Schlickflächen und Flachwasserzonen, Erhaltung von Sekundärlebensräumen wie aufgelassene Abbaustätten mit vorgenannten Lebensstätten sowie Erhaltung störungsfreier oder zumindest störungsarmer Fortpflanzungs- bzw. Mauserstätten während der Brut- und Aufzuchtszeit (15. März bis 31. August) sowie der Mauser (1. Juli bis 30. September).

#### Schwarzhalstaucher(Podiceps nigricollis)

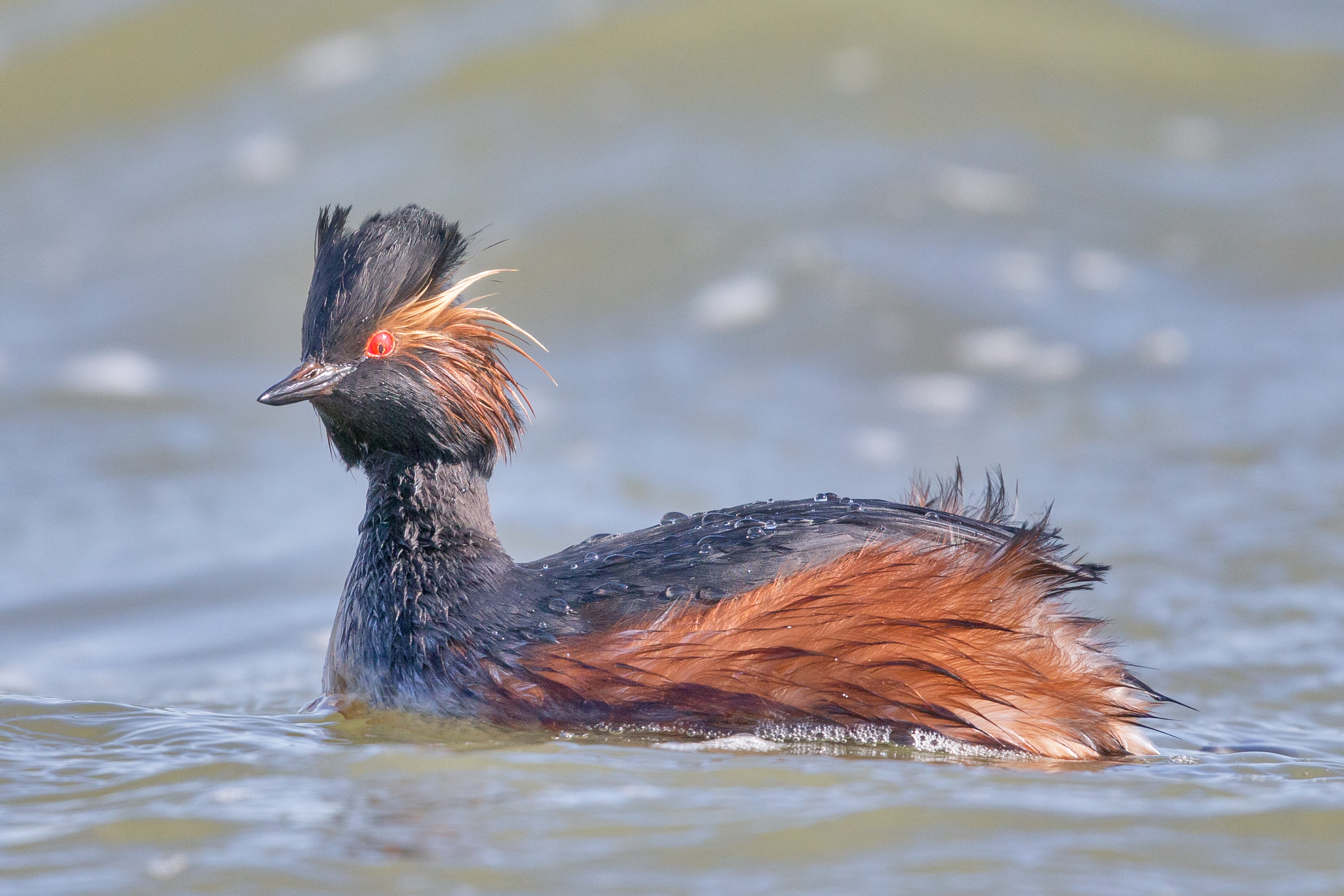
Schwarzhalstaucher

Erhaltung der Flachwasserseen, der Verlandungszonen mit Röhrichten und Seggenrieden, Erhaltung von Sekundärlebensräumen wie Regenüberlaufbecken mit vorgenannten Lebensstätten sowie Erhaltung störungsfreier oder zumindest störungsarmer Fortpflanzungsstätten während der Fortpflanzungszeit (15. April bis 15. August).

#### Tafelente(Aythya ferina)

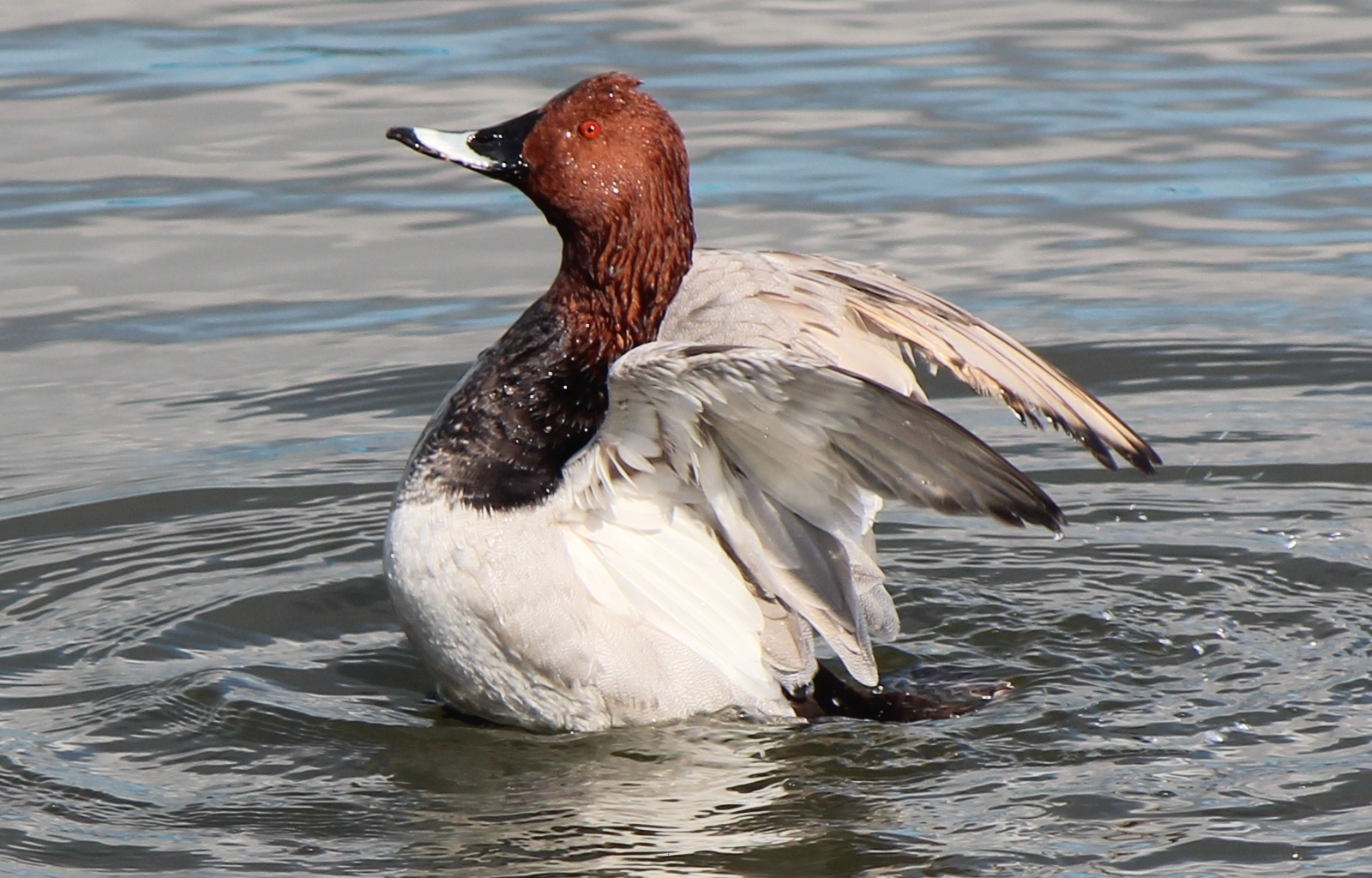
Tafelente

Erhaltung der Flachwasserseen mit reicher Ufervegetation und großen freien Wasserflächen sowie der schwach fließenden Gräben und des Baches mit reicher Ufervegetation, der Verlandungsbereiche mit Röhrichten, Seggen- oder Binsenbeständen, der offenen Flachwasserzonen, Erhaltung von Sekundärlebensräumen wie Regenüberlaufbecken mit vorgenannten Lebensstätten sowie Erhaltung störungsfreier oder zumindest störungsarmer Fortpflanzungs- bzw. Mauserstätten während der Brut- und Aufzuchtszeit (15. April bis 15. Oktober) und der Mauser (1. Juli bis 15. September).

#### Wasserralle(Rallus aquaticus)

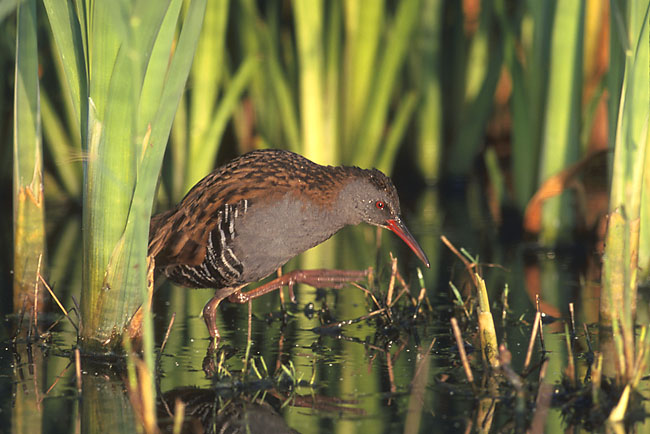
Wasserralle

Erhaltung der stehenden Gewässer mit Flachwasserzonen, der Fließgewässerabschnitte und Wassergräben mit deckungsreicher Ufervegetation, der Riede und Moore mit zumindest kleinen offenen Wasserflächen, der deckungsreichen Verlandungsbereiche mit flach überfluteten Röhrichten, Großseggenrieden und Ufergebüschen, der Lebensräume ohne Gefahrenquellen wie Freileitungen, Erhaltung von Sekundärlebensräumen wie aufgelassene Abbaustätten mit vorgenannten Lebensstätten sowie Erhaltung störungsfreier oder zumindest störungsarmer Fortpflanzungsstätten während der Fortpflanzungszeit (15. März bis 15. September).

#### Zwergtaucher(Tachybaptus ruficollis)

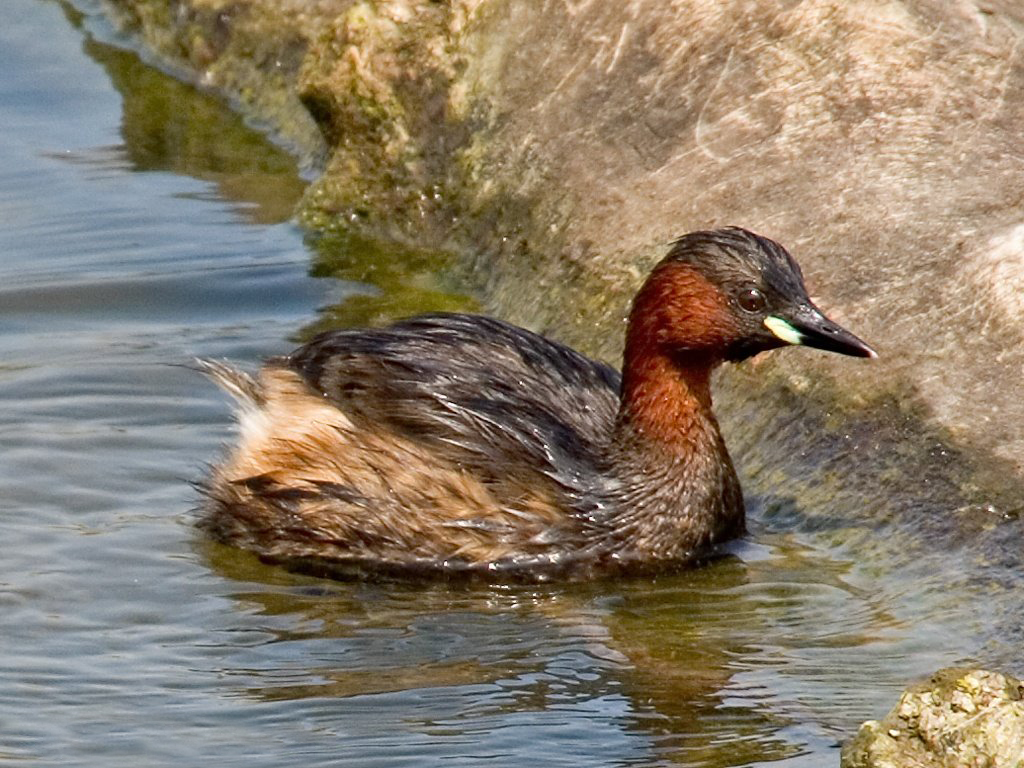
Zwergtaucher

Erhaltung der zumindest stellenweise deckungsreichen Stillgewässer, Feuchtwiesengräben, langsam fließenden Bäche und Wiesengräben, Verlandungszonen mit Röhrichten wie Schilf-, Rohrkolben-, Wasserschwaden- oder Rohrglanzgrasbestände, Erhaltung einer Wasserqualität, die gute Sichtbedingungen für den Beutefang gewährleistet, Erhaltung von Sekundärlebensräumen wie aufgelassene Torfstiche mit vorgenannten Lebensstätten sowie Erhaltung störungsfreier oder zumindest störungsarmer Fortpflanzungsstätten während der Fortpflanzungszeit (15. Februar bis 15. September).

## Zusammenhang mit anderen Schutzgebieten
Mit dem Vogelschutzgebiet „Rohrsee“ sind das FFH-Gebiet „Wurzacher Ried und Rohrsee“ (8025-341) sowie das Naturschutzgebiet „Rohrsee“ (4.013) als zusammenhängende Schutzgebiete ausgewiesen.